# Движение за независимость Каталонии

Синяя «эстелада» — каталонский национальный флаг

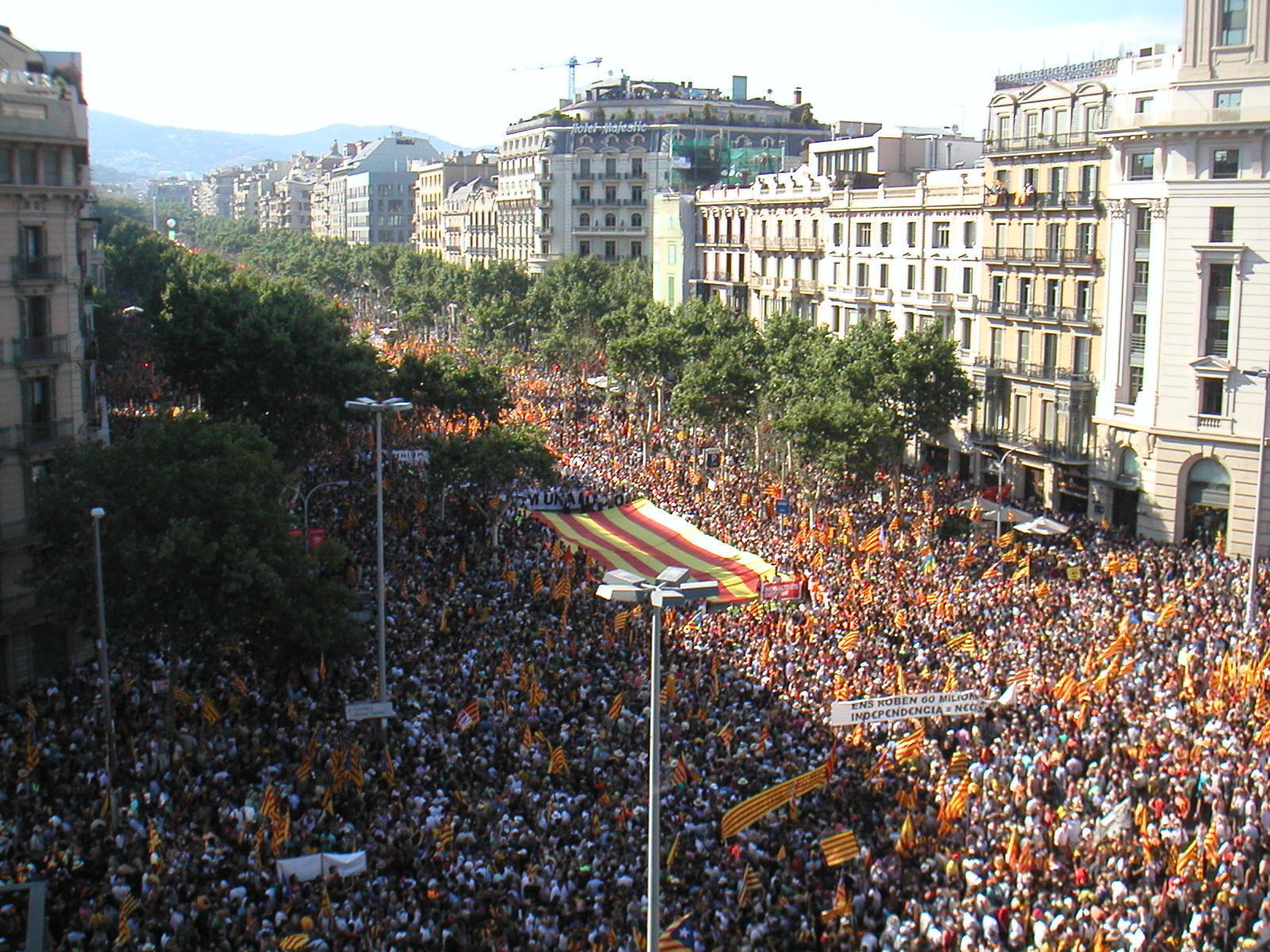
Демонстрация 1,5 млн человек в поддержку принятия каталонской конституции (10 мая 2006 г.)

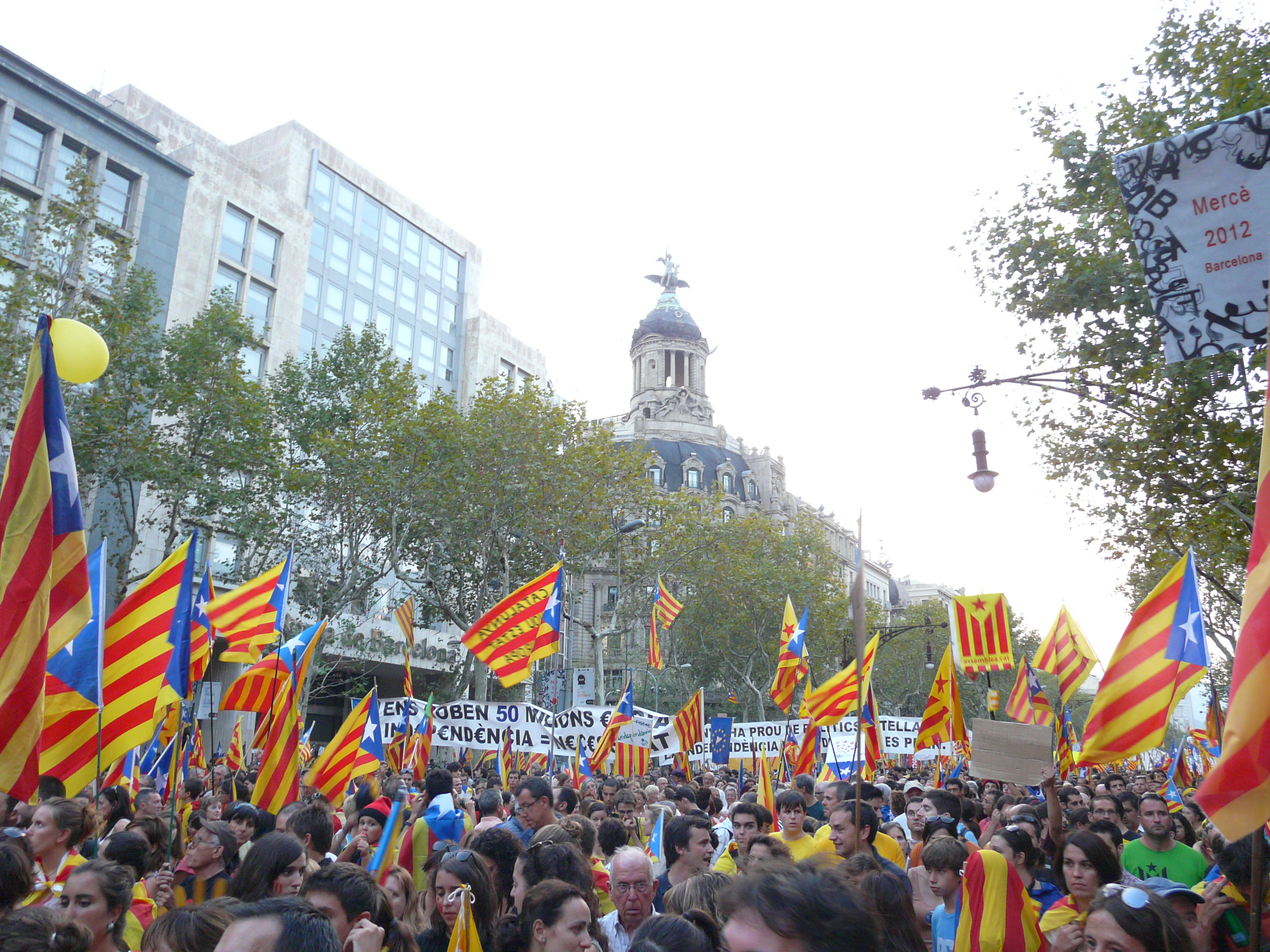
Демонстрация 1,5 млн человек за независимость Каталонии (11 сентября 2012 г.)

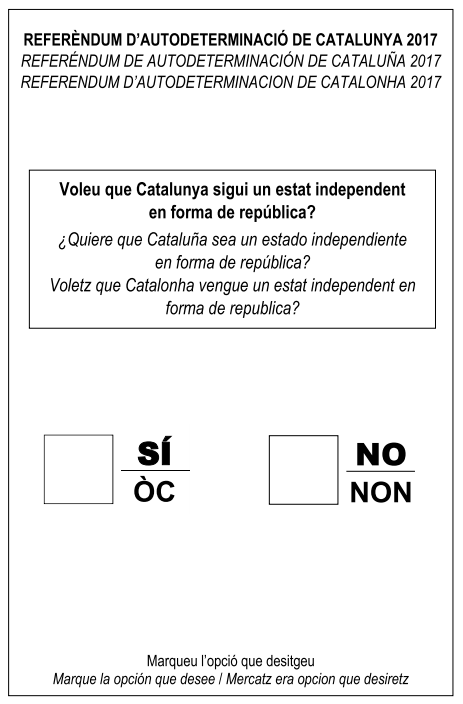
Бюллетень референдума о независимости 2017 г.

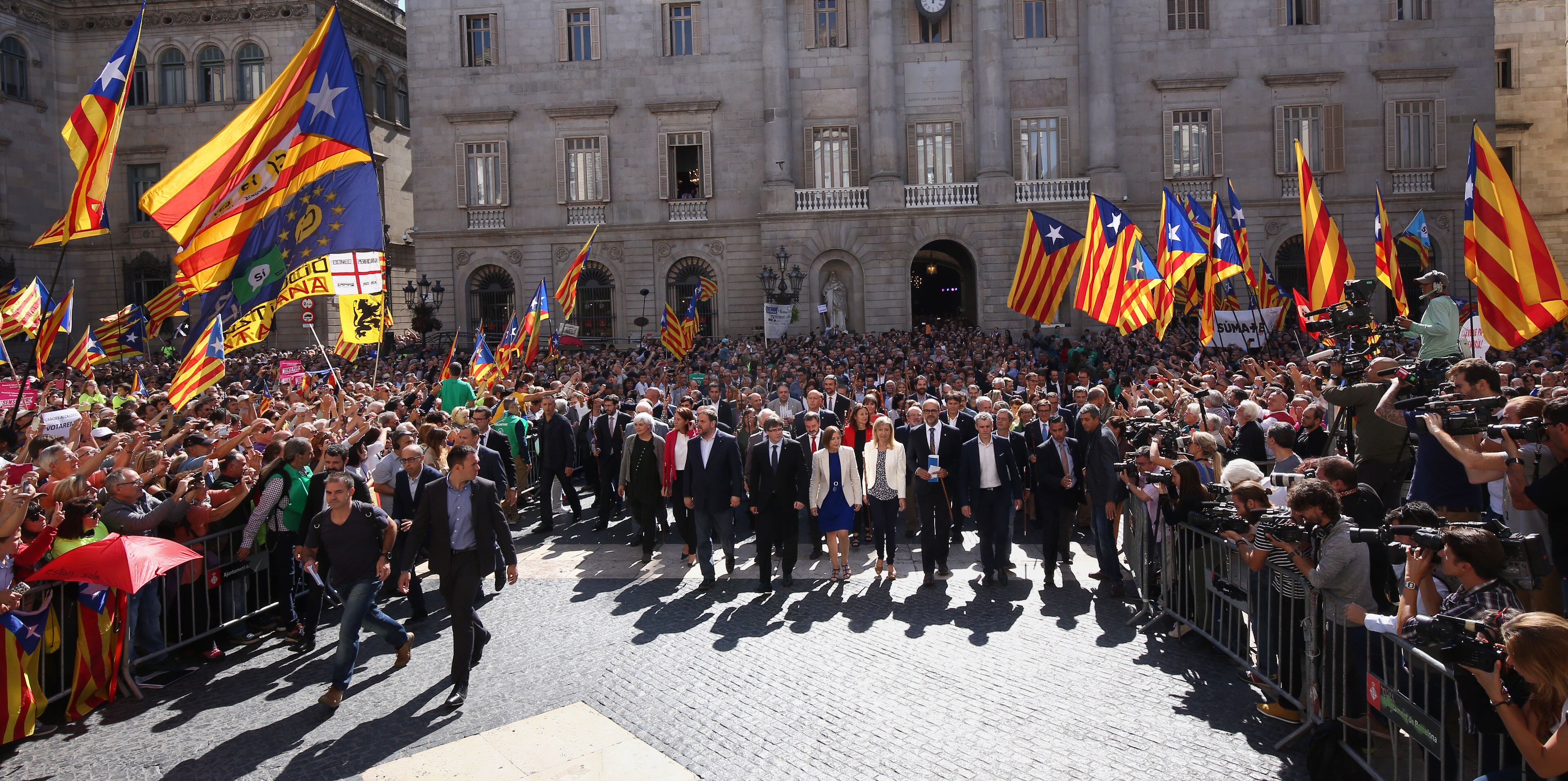
Глава и 700 мэров Каталонии на встрече по подготовке референдума о независимости 2017 г.

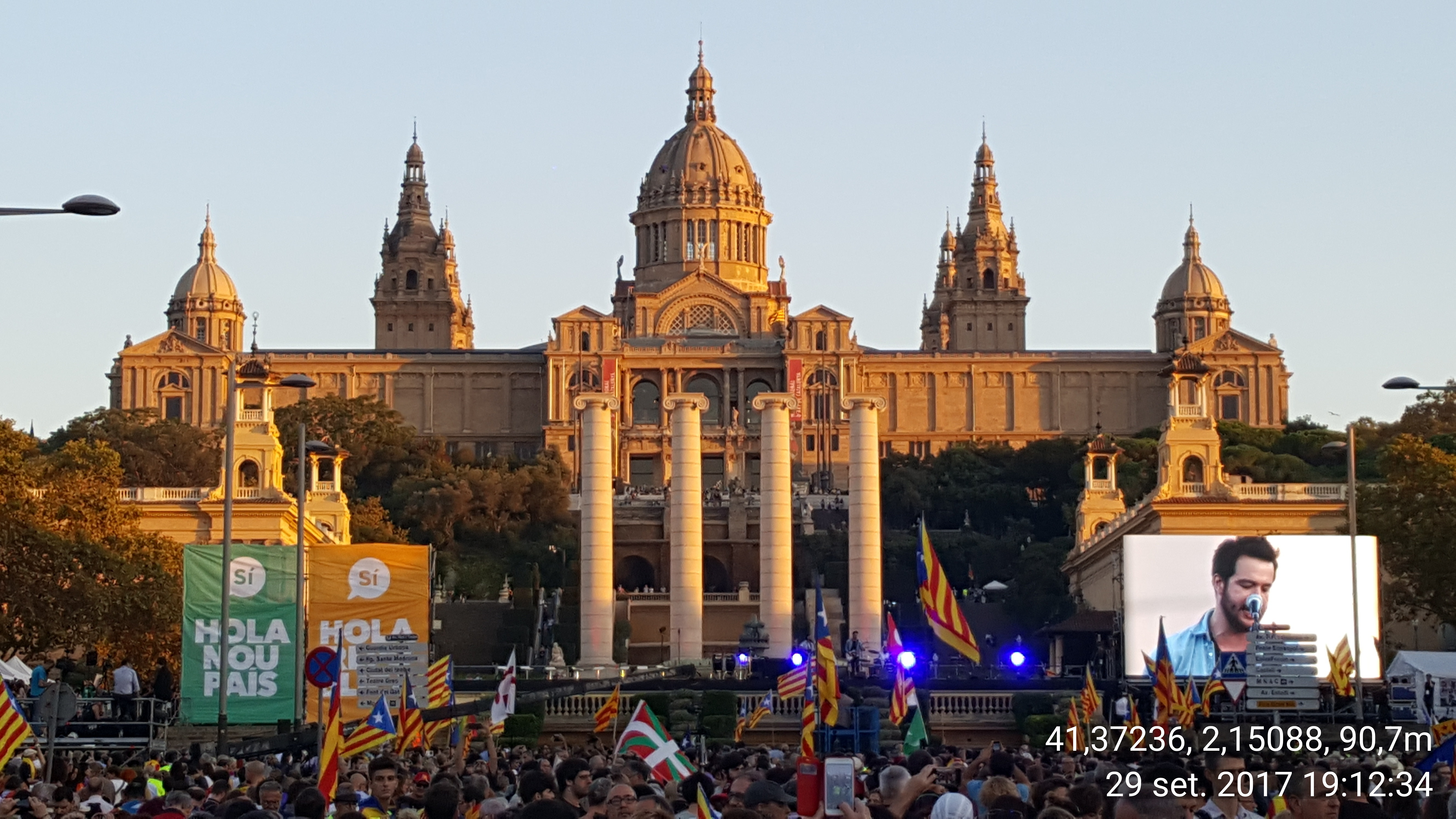
Финальный митинг у Национального дворца Каталонии перед референдумом о независимости 2017 г.

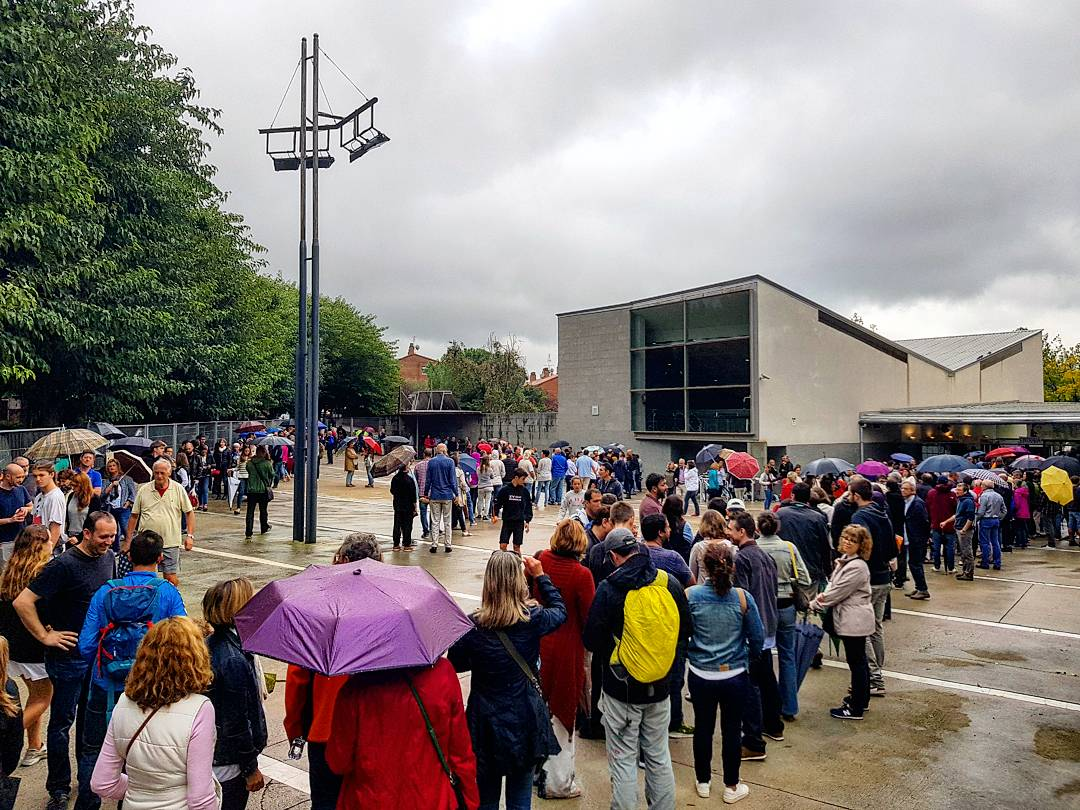
Очереди перед избирательными участками из желающих проголосовать на референдуме 2017 г.

Движение за независимость Каталонии (каталонский индепендизм, кат. Independentisme català, исп. Independentismo catalán) — политическое движение, одна из ветвей каталонизма, представители которой заявляют об исторической и культурной обособленности каталонской нации и добиваются полного суверенитета (независимости) Каталонии и так называемых Каталонских земель. Каталонское движение за независимость оценивается как наиболее массовое и близкое к реализации сепаратистское движение в Европе наряду с шотландским сепаратизмом.
Главный символ движения — национальный флаг Эстелада, используемый сторонниками независимости Каталонии. Его создал в 1908 году Висенс Альберт Баллестер, активист каталонского движения за независимость, вдохновившись флагом Кубы, а также флагами США, символизирующими республиканские и гуманистические ценности, поскольку и Куба, и США недавно получили независимость от Испании.

## Истоки
В прошлые века в оказавшейся в составе испанского королевства Каталонии вспыхивали восстания. В 1871 г. Каталония даже попыталась отделиться от Испании, однако после переговоров с центральным правительством осталась в составе Испанского королевства.

## XX век
Современное каталонское сецессионистское движение зародилось в начале XX века. В довоенной королевской Испании каталонисты добились сначала формирования общественного Каталонского содружества, а затем образования Автономной области Каталония.
В 1930-х годах Каталония вновь пыталась провозгласить независимость, однако в ходе разразившейся гражданской войны объединилась с центральным республиканским правительством в противостоянии диктатуре Ф.Франко, которая одержала победу. Репрессии против каталонцев во времена режима Франко значительно способствовали популяризации движения за каталонскую независимость.
В 1979 году Каталония получала автономный статус, за которым следует официальное признание каталонского языка. В 2006 году в Каталонии был принят новый автономный статус с расширением финансовой самостоятельности.

## XXI век
Несмотря на это, в 2009—2010 годах прошли неофициальные опросы-референдумы о независимости Каталонии, на которых более 90 % высказалось за независимость, а в ходе «Марша к независимости» в сентябре 2012 года по всей Каталонии прошла массовая манифестация с участием более 1,5 миллиона человек под лозунгом «Каталония — новое государство Европы».
После прошедших 25 ноября 2012 года региональных выборов, по результатам которых абсолютное большинство в парламенте составили депутаты партий-сторонников независимости, 23 января 2013 года парламентом была провозглашена Декларация о суверенитете («Каталония — суверенный политический и правовой субъект в составе Испании»), а на 2014 год был запланирован референдум об отделении.
12 декабря 2013 года правительство Каталонии назначило на 9 ноября 2014 года референдум о самоопределении, на котором предстояло дать ответ на вопросы «Должна ли Каталония стать государством» и в случае положительного ответа «Должно ли государство Каталония быть независимым?». Испанское правительство, однако, не считало, что референдум должен состояться. В итоге, по решению парламента Испании от 13 апреля 2014 года и Конституционного суда Испании от 27 сентября 2014 года и последовавшему за ними решению каталонского правительства от 14 октября 2014 года референдум был заморожен, а вместо него 9 ноября 2014 года был проведён опрос о политическом будущем Каталонии, не имеющий юридической силы, на котором 80,8 % проголосовавших высказались за независимость, при явке в 2,25 миллиона человек.
27 сентября 2015 года в Каталонии прошли досрочные парламентские выборы.
27 октября 2015 года правящая каталонская коалиция «Вместе за „Да“» (Junts pel Sí) и «Кандидаты за народное единство» (CUP) согласовали проект парламентской резолюции по обретению независимости. В документе объявляется «начало процесса создания независимого государства Каталония в виде республики».
9 ноября 2015 года каталонский парламент проголосовал за принятие резолюции об отделении от Испании (73 голоса «за», 62 «против»). Принятию резолюции предшествовало решение пленума Конституционного суда Каталонии, разрешившего парламенту сделать это. Решение было принято 11 судьями единогласно. После подведения результатов выборов лидеры победивших партий заявили о получении «ясного мандата на независимость» и сообщили, что планируют осуществить дорожную карту обретения регионом независимости. Документ предусматривал, что в течение 18 месяцев должны быть сформированы государственные структуры и составлен текст новой конституции Каталонии. 2 декабря 2015 г. Конституционный суд Испании признал неконституционной резолюцию о независимости Каталонии.
В 2022 году в Каталонии начались митинги независимости в которых приняло участие 150-700 тысяч человек.

## Референдум 2017 года и его последствия
9 июня 2017 года стало известно, что референдум о независимости Каталонии вновь назначен на 1 октября 2017 года. На референдум был вынесен следующий вопрос: «Хотите ли вы, чтобы Каталония была независимым государством в форме республики?». 1 октября 2017 года власти автономии в одностороннем порядке провели референдум, на котором 90 % участников высказались за отделение Каталонии. В результате попыток испанского правительства предотвратить голосование в Каталонии путём применения испанской полицией грубой силы против голосующих на избирательных участках уже 3 октября 2017 года каталонские профсоюзы организовали всеобщую забастовку, парализовавшую общественную и экономическую жизнь региона.
27 октября 2017 года в парламенте региона была объявлена независимость Каталонии, на что центральные власти Испании заявили о приостановлении действия автономии и вводе прямого правления в Каталонии, согласно 155-й статье испанской Конституции.
3 ноября 2017 года испанскими властями были арестованы восемь членов каталонского правительства, на следующий день выписан международный ордер на арест президента Женералитета Каталонии Карлеса Пучдемона Жозеп Льюис Алай.
21 декабря 2017 года состоялись объявленные центральными властями Испании досрочные выборы в Каталонский парламент, по итогам которых абсолютное большинство осталось за блоком сторонников независимости региона (47,5 % голосов и 70 депутатских мест из 135). Бежавший после референдума в Брюссель Пучдемон назвал итоги голосования победой Каталонской Республики над испанскими властями. При этом Инес Арримадас, лидер парламентской фракции партии «Граждане», выступающей против отделения Каталонии от Испании, также объявила о победе, поскольку эта политическая сила оказалась наиболее популярной — её поддержали около 25 % избирателей, что обеспечило партии 37 мест.
14 октября 2019 года Верховный суд Испании вынес приговор в отношении девяти каталонских политиков, причастных к организации референдума о независимости в 2017 году. С них были сняты обвинения в мятеже, но за подстрекательство и нецелевое расходование бюджетных средств бывший вице-президент Каталонии Ориол Жункерас был осуждён на 13 лет лишения свободы и на тот же срок лишён права занимать государственные должности, бывший министр иностранных дел региона Рауль Ромева по тем же обвинениям получил те же 12-летние сроки, председатель парламента Карме Форкадель получила 11 с половиной лет тюрьмы, министр внутренних дел Жоаким Форн и министр развития территорий Жозеп Руль — по 10 с половиной лет. Ещё два активиста были приговорены к девяти годам, остальные — к штрафам и запретам занимать государственные должности за неподчинение.

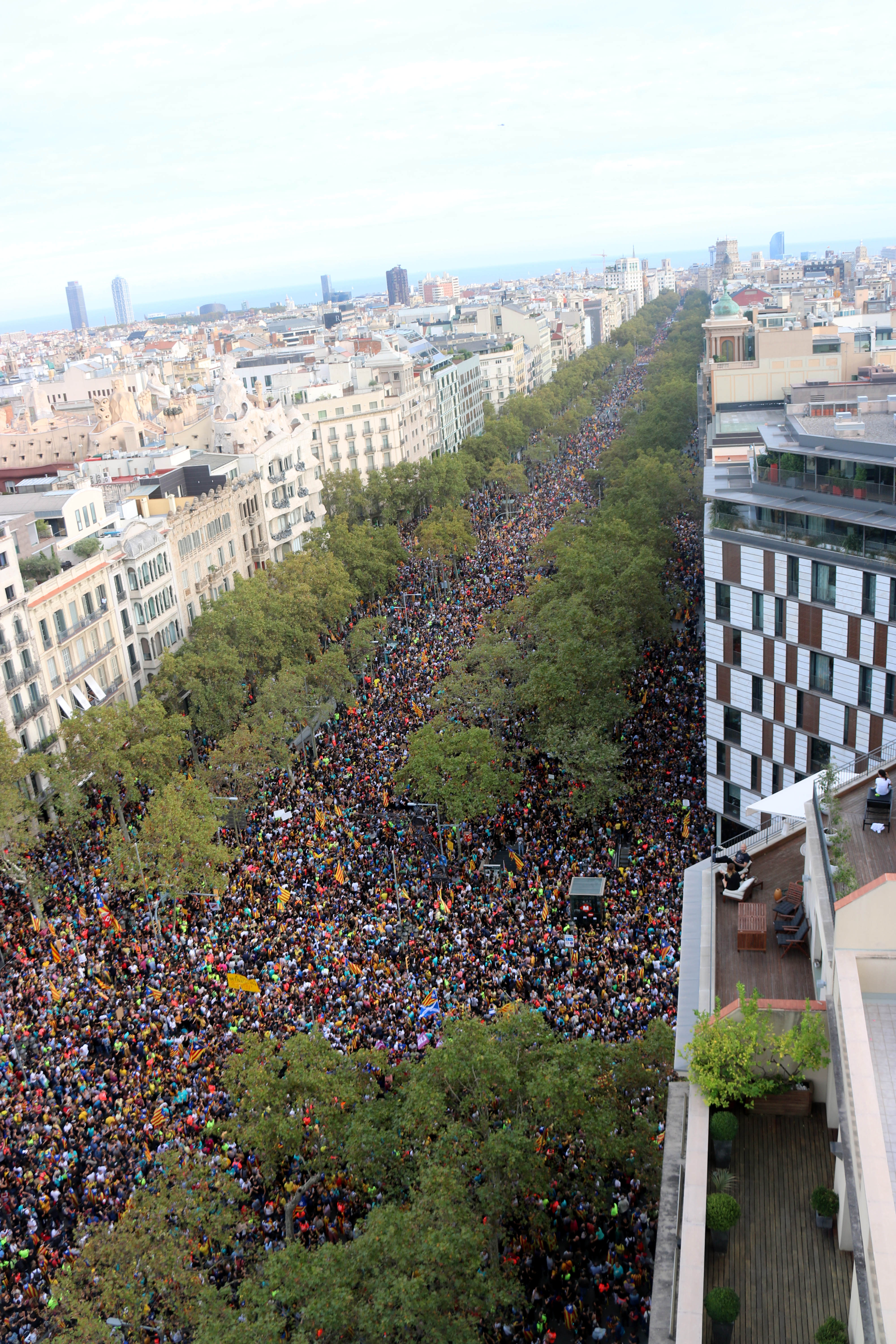
«Марш за свободу» на Пасео-де-Грасия в Барселоне 18 октября 2019 года

В тот же день во многих городах Каталонии начались массовые протесты. Сторонники независимости Каталонии проводили митинги, блокировали автодороги, железнодорожные пути, в аэропорту Барселоны произошли столкновения с полицией. 15 октября в Барселоне в протестах приняли участие 40 тысяч человек. Митингующие забрасывали полицейских различными предметами, сносили заграждения, поджигали контейнеры для мусора, пытались прорваться к зданиям представительств испанского правительства. Полиция применила дубинки и резиновые пули. По меньшей мере 74 человека получили ранения . 18 октября в Каталонии началась всеобщая забастовка протеста. В этот день сотни тысяч человек собрались в центре Барселоны, почти все дороги в центре города были перекрыты. К 18 октября в ходе столкновений в различных городах Каталонии пострадали свыше 500 человек, в том числе 200 представителей правоохранительных органов, были задержаны около ста человек.
Каталонский референдум широко критиковался в различных СМИ. Международные наблюдатели, присутствовавшие на голосовании, отметили, что референдум не соответствует международным стандартам. Наблюдатели также осудили чрезмерное насилие, применявшееся испанской полицией при пресечении голосования.
В сентябре 2021 года испанские газеты, а также американская New York Times и международный журналистский Центр по исследованию коррупции и организованной преступности предали гласности доклад испанской полиции о содержимом телефона главы аппарата Пучдемона Жозепа Льюиса Алая. Опубликованная переписка показала факт знакомства и сотрудничества Алая с молодым российским бизнесменом Александром Дмитриенко, который связан, в частности, с приемным сыном Владислава Суркова и которому испанские власти отказали в гражданстве, прямо обвинив его в "выполнении заданий" российских спецслужб. Так, например:
- В ходе двух поездок в Москву в начале 2019 года Алай в сопровождении Дмитриенко встречался с сотрудниками российских спецслужб, официальными и предполагаемыми.
- Алай завязал знакомство с Е. А. Примаковым, позже назначенным главой "Россотрудничества", писал соратникам, что это очень важный контакт, а также помог разместить в каталонской прессе "пророссийский материал".
- В переписке адвокат советовал Пучдемону не поддерживать публично Алексея Навального и белорусскую оппозицию (в ходе обсуждения в начале года в Европарламенте вопроса об аресте Навального российскими властями Пучдемон в своём выступлении заявил, что евродепутаты не имеют морального права осуждать российские власти, потому что не осуждают преследования каталонских сепаратистов властями Испании. А когда Пучдемон все же позволил себе критику в адрес режима Лукашенко, адвокат Бойе тут же попросил Алая объяснить россиянам, что это было сделано "для отвода глаз" европейской общественности, солидарной с участниками массовых протестов против белорусского режима).

В заявлении офиса Пучдемона говорится, что места из телефонной переписки Алая вырваны из контекста, а многие другие его сообщения об отношениях с другими странами намеренно опущены.